# Noel Beresford-Peirse
Generalløjtnant Sir Noel Monson de la Poer Beresford-Peirce KBE, CB, DSO (født 22. december 1887, død 14. januar 1953) var en officer i den britiske hær.

## Familiebaggrund
Beresford-Peirse var søn af oberst William John de la Poer Beresford-Peirse og Mary, datter af Thomas Chambers fra Aberfoyle, County Londonderry. Han blev uddannet på Wellington College og på Royal Military Academy, Woolwich.
Han var gift tre gange. Det første ægteskab (1912) var med Hazel Marjorie, datter af J.A. Cochrane, Riverina, Australien. Ægteskabet endte med en skilsmisse i 1924. Det andet ægteskab (1925) var med Jean, eneste barn af den afdøde læge i flåden R.D. Jameson, CMG, RN. Jean døde i 1926. Tre år senere i 1929 giftede Beresford-Peirse sig med Katharine Camilla, datter af oberst J.M.C. Colvin, VC. 
Selv om han var gift tre gange, fik han ingen børn.

## Tidlige år
Beresford-Peirse blev udnævnt til officer i Royal Artillery i 1907.

## Første Verdenskrig
Beresford-Peirse gjorde tjeneste i 1. Verdenskrig i Mesopotamien, Frankrig og Belgien. Han blev omtalt i depecher og tildelt Distinguished Service Order i 1918.

## Mellemkrigsårene
Efter 1. Verdenskrig og indtil 1929 beklædte han en række poster i artilleriet i Frankrig og Storbritannien. Herefter beklædte han stabs- og administrative poster i Storbritannien indtil 1935. 
I 1937 blev Beresford-Peirse sendt til Indien for at udføre "særlige opgaver" og efterfølgende gjorde han i to år tjeneste som instruktør på Senior Officers School i Belgaum, Indien. Han var brigadegeneral i artilleriet i Southern India Command i 1939 og 1940 og Aide-de-Camp for kong George 6. i 1939 og 1940.

## 2. Verdenskrig
Ved starten på 2. Verdenskrig var Beresford-Peirce chef for artilleriet i 4. indiske division, som på daværende tidspunkt var stationeret i Ægypten. Han blev forfremmet til at lede divisionen i august 1940 og ledede den i Nordafrika (Operation Compass) og Sudan (Felttoget i Østafrika).
I marts 1941 blev han udnævnt til ridder Knight Commander of the Order of the British Empire (KBE) og den 14. april fik han kommandoen over Western Desert Force (senere omdøbt til 13. korps). Han blev udskiftet med generalløjtnant Reade Godwin-Austen. Han ledede de britiske styrker i Sudan fra oktober 1941 til april 1942 hvor han fik kommandoen over 15. indiske korps og derpå over den Sydlige armé i Indien.

## Efter krigen
Beresford-Peirse var velfærdsgeneral i den indiske kommando mellem 1945 og 1946. Han gik på pension den 13. juni 1947 og overgik til den stående hærs officersreserve. Han døde i 1953.

## Eksterne kilder
- The Peerage Web Site
- British Army Officers 1939–1945